# Tim Visser
Tim Jan Willem Visser (De Bilt, 29 maggio 1987) è un ex rugbista a 15 olandese, che nel ruolo di ala è stato internazionale per la Scozia in 33 occasioni.

## Biografia
Tim Visser è figlio d'arte: suo fratello Josep (“Sep”) milita nella squadra VII del Newcastle, e suo padre Marc Visser è tuttora il rugbista con il maggior numero di presenze in Nazionale per i Paesi Bassi.
Dopo gli studi e la prima pratica rugbistica in patria, fu segnalato al Newcastle da due talent-scout del club, che lo videro disputare un incontro di rugby a 7 ad Amsterdam; messo sotto contratto insieme a suo fratello Sep, i due fecero parte della squadra che disputò e vinse il Middlesex VII; Tim Visser esordì quindi nel XV titolare in un incontro di Premiership contro il Worcester l'8 settembre 2006: subentrato a circa 10 minuti dal termine, segnò la meta decisiva nel finale di partita. Furono 3 in totale le mete in Premiership, più un'altra in European Challenge Cup; nel settembre 2007, seguendo la politica di far giocare gli elementi giovani che non hanno ancora esperienza di prima squadra, il Newcastle prestò Visser per sei settimane al Northampton.
Nel 2009 si è trasferito all'Edinburgh Rugby conquistando subito il titolo di miglior metaman della Celtic League (10 mete) e il premio come miglior giocatore giovane.
Per via dei regolamenti IRB che permettono a un giocatore di scegliere la federazione di appartenenza dopo avervi militato per almeno 36 mesi consecutivamente, Visser ha scelto di affiliarsi alla federazione scozzese, avendo anche la scelta tra Paesi Bassi e Inghilterra.